# Torches
Torches—en español: Antorchas—es el álbum debut de la banda de indie pop estadounidense Foster the People. Fue lanzado el 23 de mayo de 2011 bajo el sello de Columbia Records y Startime Internacional, en los Estados Unidos.

## Desempeño comercial
El álbum fue lanzado al mercado con el primer sencillo promocional Pumped Up Kicks, que debutó en el número 96 de la lista Billboard Hot 100 y alcanzó el puesto número 3 como posición más alta en ese país. Tres singles más fueron lanzados en los meses siguientes, Helena Beat, Call It What You Want y Dont Stop (Colors on the Wall). El último sencillo promocional del álbum fue Houdini, lanzado para el Reino Unido el 15 de mayo de 2012. Broken Jaw fue lanzado como un número limitado de sólo 1000 copias.
El 6 de febrero de 2012, Torches alcanzó el número 1 en la lista ARIA de álbumes más vendidos de Australia, siendo el primer país en el que el álbum alcanzó la posición más alta de la lista.
Torches se encuentra disponible en iTunes con el bonus track Broken Jaw. Las cadenas de tiendas "Best Buy" ofrecen el CD con dos bonus track, que son Love y Chin Music For The Unsuspecting Hero. Algunas tiendas de discos independientes ofrecen el EP de remixes con la compra del CD o el vinilo de Torches.  El álbum recibió críticas generalmente favorables de la prensa especializada, consiguiendo tres nominaciones a los premios Grammy 2012.

## Críticas
Torches ha recibido críticas generalmente favorables. De acuerdo con la web Metacritic, tiene una puntuación media de 69/100, sobre la base de 20 evaluaciones. El sitio especializado Allmusic describió el álbum como "un pegadizo electro dance-pop que encaja perfectamente junto a contemporáneos como MGMT y Phoenix", Rolling Stone catalogó al álbum como un género "Dance-floor Magic". 

## Canciones
El álbum consta de 10 canciones, algunas utilizadas en otras producciones comerciales como Call It What You Want, que fue cedido para la banda sonora del videojuego FIFA 12. Houdini también aparece en la banda sonora de SSX, mientras que la canción Don't Stop (Color On The Walls) es utilizada como fondo musical en dos comerciales de la marca de automóviles Nissan; titulados "Headroom" y "Legroom", este mismo tema también fue utilizado para el videojuego "(Forza Horizon)"
La canción "Helena Beat" fue utilizada en el soundtrack de "21 street jump"
Todas las letras y música de las canciones que componen el álbum fueron escritas por Mark Foster, excepto las que se indiquen:

| N.º   | Título                                 | Productor(es)                | Duración |  |
| 1.    | «Helena Beat»                          | Greg Kurstin, Mark Foster    | 4:36     |  |
| 2.    | «Pumped Up Kicks»                      | Foster                       | 4:00     |  |
| 3.    | «Call It What You Want»                | Paul Epworth, Foster         | 4:01     |  |
| 4.    | «Don't Stop (Color on the Walls)»      | Rich Costey, Foster          | 2:56     |  |
| 5.    | «Waste»                                | Kurstin, Foster              | 3:25     |  |
| 6.    | «I Would Do Anything for You»          | Epworth, Foster, Tony Hoffer | 3:35     |  |
| 7.    | «Houdini»                              | Costey, Foster               | 3:23     |  |
| 8.    | «Life on the Nickel» (Epworth, Foster) | Epworth, Foster              | 3:36     |  |
| 9.    | «Miss You» (Zach Heiligman, Foster)    | Kurstin, Foster              | 3:39     |  |
| 10.   | «Warrant»                              | Kurstin, Foster              | 5:23     |  |
| 38:24 |                                        |                              |          |  |

| iTunes edition |              |          |  |
| N.º            | Título       | Duración |  |
| 11.            | «Broken Jaw» | 5:29     |  |
| 44:01          |              |          |  |

| Best Buy exclusive edition |                                        |          |  |
| N.º                        | Título                                 | Duración |  |
| 11.                        | «Love»                                 | 3:41     |  |
| 12.                        | «Chin Music for the Unsuspecting Hero» | 3:25     |  |
| 45:30                      |                                        |          |  |

| Japan edition |                                                      |          |  |
| N.º           | Título                                               | Duración |  |
| 11.           | «Broken Jaw»                                         | 5:29     |  |
| 12.           | «Love»                                               | 3:41     |  |
| 13.           | «Chin Music for the Unsuspecting Hero»               | 3:25     |  |
| 14.           | «Pumped Up Kicks» (The Knocks Speeding Bullet Remix) | 4:39     |  |
| 15.           | «Houdini» (RAC Remix)                                | 3:56     |  |

| Australian tour edition – CD 2 |                                                                       |          |  |
| N.º                            | Título                                                                | Duración |  |
| 1.                             | «Broken Jaw»                                                          | 5:29     |  |
| 2.                             | «Love»                                                                | 3:40     |  |
| 3.                             | «Chin Music for the Unsuspecting Hero»                                | 3:24     |  |
| 4.                             | «Pumped Up Kicks» (The Knocks Speeding Bullet Remix)                  | 4:39     |  |
| 5.                             | «Houdini» (RAC Remix)                                                 | 3:56     |  |
| 6.                             | «Helena Beat» (Lenno Extended Remix)                                  | 5:10     |  |
| 7.                             | «Call It What You Want» (Treasure Fingers Pre-Party Remix Radio Edit) | 3:41     |  |